# Maasmarathon
De Maasmarathon de la Basse Meuse is een jaarlijks georganiseerde marathon die start en finisht in het Belgische Wezet (Visé), maar zijn keerpunt heeft in het Nederlandse Maastricht en dus door twee landen loopt. 
De organisatie van de wedstrijd is in handen van de Club des Marathoniens Produits Wallons. De eerste editie was in 1999.
Het parcours heeft de marathonafstand en is dus 42,195 kilometer lang. De start is in Wezet en het parcours volgt hierna de Maas in noordelijke richting. Na ongeveer de halve afstand wordt het keerpunt bereikt in Maastricht en wordt het parcours in omgekeerde weg terug afgelegd naar Wezet.
Het aantal gefinishte deelnemers in 2017 bedroeg 643 en daarmee staat de Maasmarathon op de vierde plaats op de lijst van grootste marathon van België.

## Uitslagen
| Datum       | Mannen               | Land    | Tijd    | Dames                 | Land                | Tijd    | Finishers |
| ----------- | -------------------- | ------- | ------- | --------------------- | ------------------- | ------- | --------- |
| 12 mei 2019 | Gerd Devos           | België  | 2:21.47 | Petra Sloots          | Nederland           | 3:11.01 | 451       |
| 13 mei 2018 | Abdelhadi El Mouaziz | Marokko | 2:28.34 | Juilet Champion       | Verenigd Koninkrijk | 2:56.45 | 525       |
| 14 mei 2017 | Benazzouz Slimani    | Marokko | 2:25.29 | Meryline Jeronoh      | Kenia               | 2:41.40 | 643       |
| 8 mei 2016  | Benazzouz Slimani    | Marokko | 2:24.24 | Nicole Warnier        | Nederland           | 3:10.08 | 510       |
| 10 mei 2015 | Ahmed Nasef          | Italië  | 2:21.13 | Bachar Faiza          | Marokko             | 2:51.25 | 2480      |
| 11 mei 2014 | Martin Nyukua        | Oeganda | 2:23.32 | Vanessa Gosselink     | Nederland           | 2:53.21 | 664       |
| 12 mei 2013 | Benazzouz Slimani    | Marokko | 2:19.19 | Benedicte Reul        | België              | 3:24.53 | 581       |
| 13 mei 2012 | Dieter Brouckaert    | België  | 2:24.43 | Elissa Ballas         | Verenigde Staten    | 2:56.12 | 482       |
| 8 mei 2011  | Eric Gérôme          | België  | 2:23.11 | Kathryn Radzik        | België              | 3:08.45 | 615       |
| 9 mei 2010  | Guy Fays             | België  | 2:22.41 | Alexandra Behele      | België              | 2:42.00 | 635       |
| 10 mei 2009 | Guy Fays             | België  | 2:21.17 | Nathalie De Clercq    | België              | 2:57.11 | 613       |
| 11 mei 2008 | Frederic Colignon    | België  | 2:21.13 | Sevkalem Abrha        | Ethiopië            | 2:58.23 | 694       |
| 13 mei 2007 | Eric Gérôme          | België  | 2:17.48 | Inge Van Bergen       | Nederland           | 2:47.33 | 806       |
| 14 mei 2006 | Eric Gérôme          | België  | 2:17.13 | Alemitu Bekele        | Ethiopië            | 2:49.41 | [ 1 ]     |
| 1 mei 2005  | Eric Gérôme          | België  | 2:20.38 | Elena Samko           | Oekraïne            | 2:49.04 | [ 2 ]     |
| 2 mei 2004  | Eric Gérôme          | België  | 2:17.39 | Nathalie Loubele      | België              | 2:51.57 | 825       |
| 4 mei 2003  | Eric Gérôme          | België  | 2:16.17 | Alemitu Bekele        | Ethiopië            | 2:45.58 | [ 4 ]     |
| 5 mei 2002  | Eric Gérôme          | België  | 2:22.05 | Valentina Poltavskaya | Oekraïne            | 2:50.45 | [ 5 ]     |
| 6 mei 2001  | Eric Gérôme          | België  | 2:18.24 | Magda Van Mol         | België              | 2:57.18 | [ 6 ]     |
| 7 mei 2000  | Eric Gérôme          | België  | 2:17.20 | Magda Van Mol         | België              | 2:58.24 | 700       |
| 9 mei 1999  | Eric Gérôme          | België  | 2:18.14 | Els Rovers            | Nederland           |         | [ 8 ]     |